# Теодосиус Добжански
Теодосиус Добжански (на украински: Теодосій Григорович Добжанський; на английски: Theodosius Dobzhansky) е украински и американски еволюционен биолог, генетик и ентомолог.
Заема централно място в развитието на еволюционната биология с труда си по оформянето на съвременния еволюционен синтез.

## Биография
Израства в родния си град Немиров (днешна Волинска област) и Киев, където живее от 1910 г. Завършва Киевския университет (1921), после е аспирант в Украинската академия на науките (1921 – 1924) и учен в Ленинград от 1924 г. Автор е на 35 научни публикации (главно по ентомология), преди да замине за САЩ през 1927 г.